# التعليم المسيحي للقديس بيوس العاشر

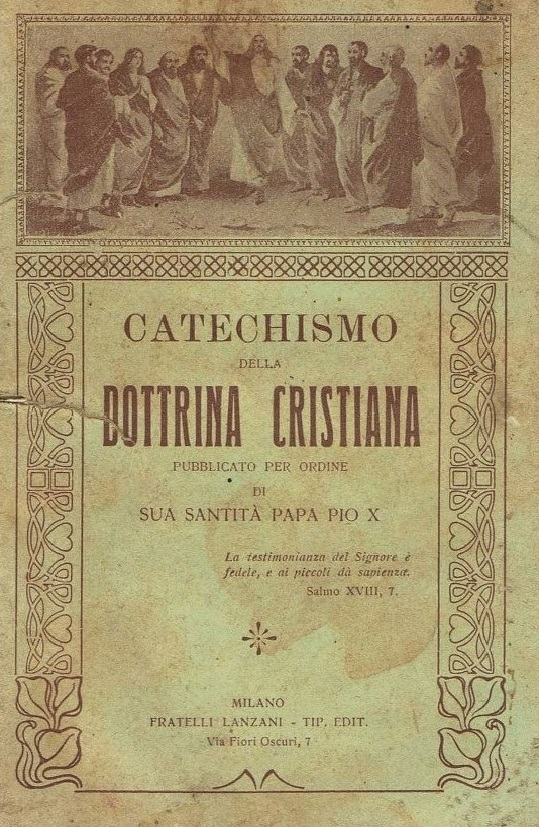
التعليم المسيحي للعقيدة المسيحية (Catechismo della Dottrina Cristiana).

التعليم المسيحي للقديس بيوس العاشر هو اسم يستخدم عادة للترجمة العربية لعام 1910 لـ التعليم المسيحي الرئيسي (catechismo maggiore)، وهو جزء من مجموعة العقيدة المسيحية (Compendio della dottrina cristiana) الذي أوصى البابا القديس بيوس العاشر لاستخدامه ككتاب للتعليم المسيحي في أبرشية وإقليم روما في عام 1905. في عام 1912، أوصى البابا بيوس كتاب تعليم مسيحي جديد لنفس الغرض، واسمه تعليم العقيدة المسيحية (Catechismo della dottrina cristiana)، والذي وصفه بأنه أقصر بكثير وأكثر ملاءمة لاحتياجات اليوم.

## التكوين والاستخدام

### الترجمات الإنجيليزية
تُرجمت كتاب التعليم الخاص بالبابا بيوس العاشر الأصلي إلى الإنجليزية لأول مرة على يد المونسنيور جون هاجان، نائب رئيس الكلية الإيرلندية في روما، عام 1910.
المطبوعات الإنجليزية الحديثة لكتاب تعليم القديس بيوس العاشر هي عادةً مأخوذ من ترجمة عام 1974 للمونسنيور يوجين كيفان. بالإضافة إلى ذلك، فإن طبعة كيفان تُرجمت مباشرة من كتاب التعليم المسيحي الإيطالي (Catechismo della Dottrina Cristiana)، وهو اختصار صدر عام 1953 من النسخة الأصلية للبابا بيوس العاشر. كما احتوت نسخة كيفان على تغييرات إضافية في النص لتكييفه "وفقًا للمجمع الفاتيكاني الثاني"، مما أدى إلى المزيد من التعديلات على عمل بيوس العاشر.

### المجمع الفاتيكاني الثاني
بعد المجمع الفاتيكاني الثاني، أصبح كتاب التعليم المسيحي للقديس بيوس العاشر غير مستخدم. التعليم المسيحي الهولندي لعام 1966، من تأليف الأب إدوارد شيلبيكس والأب بيات شوونينبيرج اليسوعي تم اقتراحه كخليفة له، لكنه قوبل بمعارضة شديدة من قبل القطاعات المحافظة في الكنيسة بسبب تقدميته المتطرفة.
توصي أخوية البابا القديس بيوس العاشر باستخدام التعليم المسيحي للبابا القديس بيوس العاشر أكثر من التعليم المسيحي للكنيسة الكاثوليكية.

### البابا بنديكتوس السادس عشر
عند مناقشة الكاردينال جوزيف راتزينجر لكتاب التعليم المسيحي للكنيسة الكاثوليكية القادم، أشار إلى كتاب التعليم المسيحي للقديس بيوس العاشر:
وفي المقابلة العامة التي عقدت في 18 آب (أغسطس) 2010، أكد البابا بنديكتوس السادس عشر:
منذ سنوات عمله كاهنًا رعويًا، وضع بنفسه كتابًا للتعليم المسيحي، وخلال فترة أسقفيته في مانتوفا، سعى إلى إصدار كتاب تعليمي واحد، إن لم يكن شاملًا، على الأقل باللغة الإيطالية. وبصفته راعيًا أصيلًا، أدرك أن الوضع في تلك الفترة، والذي يعود جزئيًا إلى ظاهرة الهجرة، استلزم كتابًا للتعليم المسيحي يمكن لكل مؤمن الرجوع إليه، بغض النظر عن مكان إقامته ومنصبه. وبصفته حبرًا أعظم، وضع نصًا للعقيدة المسيحية لأبرشية روما، والذي نُشر لاحقًا في جميع أنحاء إيطاليا والعالم. وبفضل لغته البسيطة والواضحة والدقيقة وشروحاته الفعّالة، كان هذا "كتاب التعليم المسيحي للبابا بيوس العاشر"، كما سُمي، دليلًا موثوقًا للكثيرين في تعلم حقائق الإيمان.— المقابلة العامة في 18 آب 2010

## روابط خارجية
- التعليم المسيحي للقديس بيوس العاشر